# Немолва
Немолва (рос. Немолва) — присілок у Лузькому районі Ленінградської області Російської Федерації.
Населення становить 10 осіб. Належить до муніципального утворення Ретюнське сільське поселення.

## Історія
Згідно із законом від 28 вересня 2004 року № 65-оз належить до муніципального утворення Ретюнське сільське поселення.

## Населення
| 1838 | 1862 | 1928 | 1958 | 1997 | 2007 | 2010 |
| ---- | ---- | ---- | ---- | ---- | ---- | ---- |
| 62   | ↘47  | ↗98  | ↘47  | ↘5   | ↗11  | ↘10  |